# 弗盧爾格拉本河 (施瓦本雷扎特河支流)
49°6′42.55″N 10°59′44.70″E / 49.1118194°N 10.9957500°E
弗盧爾格拉本河是德國的河流，位於該國東南部，由巴伐利亞負責管轄，屬於施瓦本雷扎特河的支流，河道全長1.3公里，流域面積0.6平方公里。